# تحت التهديد
تحت التهديد فيلم مصري. من بطولة ليلى علوي وممدوح عبد العليم.
إخراج : يس إسماعيل يس
تأليف : فيصل ندا (قصة وسيناريو وحوار)
تاريخ الإصدار: 03 نوفمبر 1986

## قصة الفيلم
تعيش سالى مع أختها ناديه وزوجها مجدي بعد وفاة والدها الثرى لإفلاسه. يؤنبانها وينهرانها لحياتها المتحررة في إحدى السهرات المشبوهة التي يقيمها حسن لأصدقائها بالنادى ويقوم بتصوير سالي بالفيديو وهي تسرق سوارا من الألماس من إحدى الحاضرات. يحاول ابتزازها فتضطر لمشاركته في سرقه شقق أصدقائهم في النادى خوفًا من التشهير بها. يخطب الضابط عادل سالى بعد إعجابه بشخصيتها وتعرف أنه مكلف بالقبض على العصابة فتحاول إنهاء علاقتها بحسن فيرفض فتقتله وتتولى الأحداث ويكتشف الضابط الحقيقة ويقوم بواجبه بالقبض على سالى وتسليمها للعدالة.

## فريق العمل

### بطولة
| - ممدوح عبدالعليم: حسن - ليلى علوى: سالي - صفاء السبع: نادية - محمد العربي:الظابط | - وائل نور: حسام - صبري عبدالمنعم: مجدي - سامية محسن - مصطفى كمال | - علاء عوض - حمدي يوسف - عبير - ثريا عز الدين | - عليه على - شكري منصور - هدى عيسى - سامية عبد العزيز |

### فريق العمل
| - رمزى إبراهيم: مصور - محمد الطباخ: مونتير - فيصل ندا: قصة وسيناريو وحوار - يس إسماعيل يس: مخرج | - أفلام رمزي إبراهيم: منتج - مجدى كامل: مهندس الصوت - مدينة السينما: الطبع والتحميض - ماجد موسى: مصحح الالوان |